# Рокендрол
Ρокендролът, (изписван също: рок'н рол или рок енд рол), (на английски: rock and roll или rock 'n' roll) е музикален стил, който възниква в САЩ в края на 1940-те години и става популярен през 1950-те години. Бързо след това се разпространява по целия свят. По-късно от рокендрола се раждат нови поджанрове и сега се наричат събирателно просто рок музика.

## История
Ρокендролът или по точно терминът получава популярност чрез Алан Фрийд – водещ на радиопредавания и дисководещ. Той включва в програмата си ритъм енд блус. За да избегне името „ритъм енд блус“, което не е благоприлично за бялата публика (както и определено рейс мюзик), го замества с рокендрол. Официално се смята, че за първи път като стил рокендролът се използва на увесилително парти с танци, организирано от Алан Фрийд в зала Арена в Калифорния през март 1952 година. На афиша на партито било написано Moondog's Rock'N'Roll Party. Като музикално явление рокендролът няма точно определени характеристики и се развива на базата на енергичния ритъм и специфични маниери на изпълнение на ритъм енд блус. Той се утвърждава чрез кавъри на бели певци на „ритъм енд блус“ през средата на 1950-те години. За първи шлагер на рокеднрола се смята кавъра на песента Sh-Boom записана под името Life could be a dream от групата Crew Cuts през юли 1954 година.

## Влияние
Чрез развитието на рокендрола китарата се превръща в инструмент на популярната музика. Еволюцията на рокендрол музиката продължава с развитието на бийт музиката във Великобритания през 1960-те години. Видни изпълнители са Елвис Пресли, Литъл Ричард, Фатс Домино, Карл Пъркинс. Момчетата от английската група Бийтълс го съчетават с различни стилове в поп музиката, като използват новостите в техниката – електрическата китара и усилвателните уредби.
Рокендролът не е само стил в музиката. Той оказва влияние също така върху начина на живот, модата, езика и отношението към различни събития и явления. В социалния живот рокендролът оформя различни течения и може да се каже, че се отразява върху движението за граждански права, музиката с бунтарския си дух обединява бели и черни. Така се ражда рокът. В него се оформят различни направления – артрок, блусрок, джазрок, кънтрирок, хардрок, еректронен рок, попрок и други. В текстовете обикновено се говори за проблемите на обикновения човек. Рокът е средство за общуване между много и различни по възраст хора.